# 경선 불복 금지법
경선 불복 금지법(sore loser law)은 선거법의 일종으로, 한번 특정 정당의 경선에 등록했다가 기권하거나 패배한 출마자가 무소속 후보나 다른 정당 후보로 해당 본 선거에 출마하는 것을 금지하는 법이다. 대한민국에서는 이른바 이인제 방지법으로 잘 알려져 있다.

## 각국의 경선 불복 금지법

### 대한민국
대한민국의 경선 불복 금지법은 공직선거법 57조 2항으로, 이인제의 두차례 경선 불복 논란 이후 경선 불복 출마자를 방지하기 위해 제정되었다.
15대 대통령 선거 당시 신한국당 대통령 경선에 참여했던 이인제 후보가 경선 패배 후 탈당하여 국민신당을 창당하고 대통령 선거 본선에 나가는 바람에, 보수 우파의 표가 분열되어 김대중 후보가 어부지리로 대통령에 당선됐다는 논란이 제기되었다. 또한 이인제는 16대 대통령 선거 당시 새천년민주당 대통령 경선에 참여했다가 노무현 후보에게 패배가 기정사실화 되자, 경선을 중도 포기하고 자민련으로 당적을 옮겨 또다시 경선 불복 논란을 일으켰다.
이에 정치권은 이런 경선 불복 출마를 방지하기 위해, 2005년 8월 공직선거법 57조 2항을 제정해, 한 정당의 경선에 참여한 예비 후보자들은 경선 탈락 후 당해 같은 선거구에 후보자로 등록할 수 없도록 하였다.

### 미국
미국은 경선 불복 금지법(sore loser law) 또는 경선과 본선의 출마 등록 데드라인을 같은 날로 하도록 하는 법으로서 경선 불복 출마를 방지하는데, 코네티컷주, 아이오와주, 뉴욕주를 제외한 대부분의 주에서 이같은 경선 불복을 방지하는 법이 존재한다. 다만 대한민국과 달리, 대부분의 주에서 대통령 선거에는 경선 불복 금지법이 적용되지 않는다.